# Liste der Komponisten/Q

## Qa
- Färäc Qarayev (* 1943)
- Qara Qarayev (1918–1982)

## Qu
- Qu Xiao-song (* 1952)
- Paolo Quagliati (um 1555–1628)
- Johann Joachim Quantz (1697–1773)
- Felice Quaranta (1910–1992)
- Guglielmo Quarenghi (1826–1882)
- Hieronymus Florentinus Quehl (1694–1739)
- Pablo Queipo De Llano (* 1971)
- Michael Quell (* 1960)
- Bertin Quentin († 1767)
- Jean-Baptiste Quentin (1718–1750)
- Joseph Quesnel (1746–1809)
- Roger Quilter (1877–1953)
- Fernand Quinet (1898–1971)
- Marcel Quinet (1915–1986)
- Jesson Quinart (1583–1670)
- Héctor Quintanar (1936–2013)
- Giovanni Quirici (1824–1896)
- Manuel Quiroga Losada (1892–1961)
- Georg Quitschreiber (1569–1638)